# 福至如归
《福至如归》（英語：Many Happy Returns）是英國廣播公司（BBC）推出的英國電視劇《新福爾摩斯》的一支短片，於2013年12月24日（平安夜）在BBC One播出；該片由馬克·加蒂斯與史蒂芬·莫法特編劇，並由傑瑞米·洛夫林（Jeremy Lovering）執導，講述萊辛巴赫墜樓案後的一些事情。
除了飾演福爾摩斯與約翰·華生的班奈狄克·康柏拜區及馬丁·費里曼外，飾演雷斯垂德（Lestrade）的魯伯特·格雷夫斯與飾演安德森（Anderson）的喬納森·阿瑞斯亦有出演該片。該片可在BBC iPlayer，BBC Red Button和BBC的YouTube頻道上觀賞。在發布的一週內，該片在BBC iPlayer和BBC Red Button上被瀏覽了約150萬次。

## 劇情
在萊辛巴赫墜樓案後，有某神秘人接連的偵破罪案。他先在西藏發現一名女毒贩伪装成僧徒，並躲在寺庙中。之後，他又在印度破案。然後，他在德国化身成陪审员，在一个案件中，他在其他陪审员都认为被告无罪的情况下使得被告被定罪。安德森（Anderson）认为这人就是，並相信他即将回到英国，但雷斯垂德（Lestrade）探长不认同。
之后，雷斯垂德将福爾摩斯留下的一些物品转交给华生，其中包括一份福爾摩斯为了说明自己不参加华生生日会的原因而录制的DVD。在影片中，福爾摩斯對華生說「我马上就会回来」。同時，雷斯垂德在街头行走时，路人阅读的报纸封面也印着「遊戲繼續」的文字。最后，华生的门铃响了，而本来被暂停的视频则開始繼續播放。

## 製作
《福至如歸》由傑瑞米·洛夫林（Jeremy Lovering）執導，馬克·加蒂斯與史蒂芬·莫法特編劇。該片的開頭——在西藏的場景——原本出現在〈空靈柩〉的劇本初稿，後來劇組將其稍作改編，放入《福至如歸》中:218。2013年12月初，據報導，《福至如归》將在同年圣诞节到2014年元旦之间播出，接著就是《神探夏洛克》第三季回归的日子，这一种制作迷你剧的形式在之前《神秘博士》50週年纪念时BBC就曾经使用过。

## 發布與反響
《福至如歸》於2013年12月24日（平安夜）在BBC One播出。此外，該片亦可在BBC iPlayer，BBC Red Button和BBC的YouTube頻道上觀賞。在發布的一週內，該片在BBC iPlayer和BBC Red Button上被瀏覽了約150萬次。編劇馬克·加蒂斯稱其為「驚人的反響」。
剧中福爾摩斯在DVD里自言自语“我接下来该怎么做”之后，华生接了一句“我来告诉你怎么做：你可以别死”，而DVD中的福尔摩斯则很快接了一句“好的”，有许多网友将这一段截图转发并表示看着落泪。此外，由BBC營運的华生的博客亦更新了一篇题为「Happy Many Returns」的文章。該文章由曾為《超時空奇俠》及《火炬木》創作過虛構網站的喬瑟夫·李德斯特編寫:238。